# Amino Kiku

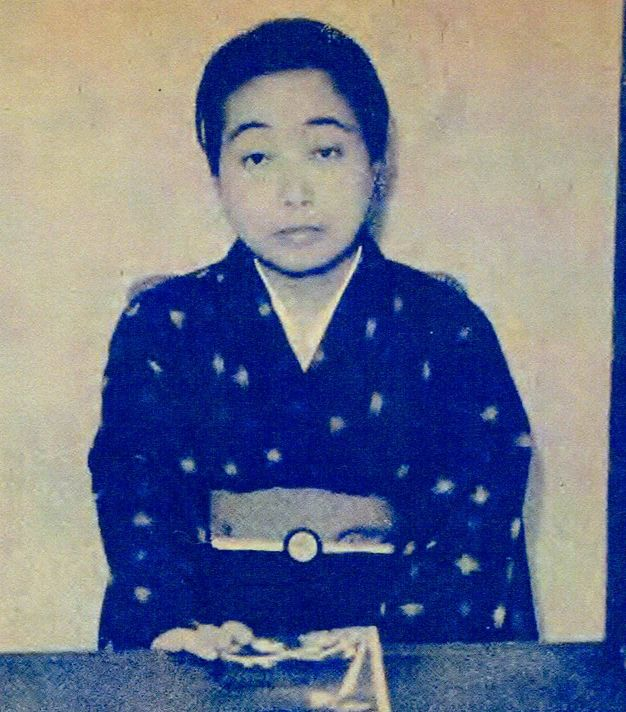
Amino Kiku

Amino Kiku (japanisch 網野 菊; geboren 16. Januar 1900 in Tokio; gestorben 15. Mai 1978) war eine japanische Schriftstellerin.

## Leben und Wirken
Amino Kiku besuchte die Schule „Chiyoda Kōtō jogakkō“ (千代田高等女学校) und zeigte dort schon früh ihre literarische Begabung. 1920, in dem Jahr, in dem sie ihren Abschluss im Fach Englische Literatur an der „Nihon Joshi Semmon gakkō“ (日本女子専門学校), die heutige Nihon Joshi Daigaku machte, veröffentlichte sie ihre erste Sammlung von Kurzgeschichten. Nebenbei war sie Gasthörerin im Fach Russisch an der Waseda-Universität. 1923 nahm sie Kontakt zum Schriftsteller Shiga Naoya auf und bildete sich unter seiner Leitung weiter.
1926 konnte sie mit Shigas Unterstützung „Mitsuko“ (光子), eine Frauengeschichte, veröffentlichen. Auch in ihren weiteren Werken ging es um die Mutter, die sich getrennt hatte, um Stiefmütter, um die Erfahrungen mit Scheidung und um andere zwischenmenschliche Probleme, die sie in der Form des Ich-Romans beschrieb.
Nach dem Zweiten Weltkrieg veröffentlichte sie 1946 „Tsukimono“ (憑きもの), 1947 „Kane no hitsugi“ (金の棺) – „Geldschatulle“ – für das sie den Frauenliteraturpreis erhielt, und andere Romane, deren Tiefgründigkeit gelobt wurde. Weitere Werke sind
- „Kisha no naka de“ (汽車の中で) – „Im Eisenbahnzug“  (1940),
- „Sakura no hana“ (さくらの花) – „Kirschblüten“ (1961),
- „Yureru ashi“ (ゆれる葦) – „Nachgebendes Schilf“（1964）und
- „Ichigo Ichie“(一期一会) – „Zur Zeit ein Treffen“ (1967), für das sie im selben Jahr mit dem Yomiuri-Literaturpreis ausgezeichnet wurde.

1968 erhielt Amino den Preis der Japanischen Akademie der Künste, deren Mitglied sie 1969 wurde.